# Podmnožica
Podmnožica ali delna množica množice {\displaystyle Y} je v matematiki množica {\displaystyle X}, če so vsi elementi {\displaystyle X} tudi v {\displaystyle Y}. Relacijo z matematičnim zapisom zapišemo {\displaystyle X\subseteq Y}. Ali drugače, {\displaystyle X\subseteq Y} tedaj in le tedaj, ko {\displaystyle X} ne vsebuje nobenega elementa, ki ni tudi član množice {\displaystyle Y}. Množica {\displaystyle Y} v tem primeru se imenuje supermnožica množice {\displaystyle X} in zapišemo {\displaystyle Y\supseteq X}.
Vsaka množica {\displaystyle Y} je sama sebi podmnožica. Podmnožica {\displaystyle Y}, ki ni enaka {\displaystyle Y}, se imenuje prava. Če je {\displaystyle X} prava podmnožica {\displaystyle Y}, potem pišemo {\displaystyle X\subset Y}.
{\displaystyle X\subset Y} natanko tedaj, ko {\displaystyle X\subseteq Y\land X\neq Y}

## Različni zapisi
Pri zapisu podmnožic obstajata dva glavna načina. Starejši način uporablja znak {\displaystyle \subset } za podmnožico in {\displaystyle \subseteq } za pravo podmnožico. Novejši način uporablja znak {\displaystyle \subseteq } za podmnožico in {\displaystyle \subset } za pravo podmnožico. Wikipedija uporablja novejši način, ki ga zna zapisati večina spletnih brskalnikov.

## Primeri
- Množica {1, 2} je prava podmnožica {1, 2, 3}.

{\displaystyle \{1,2\}\subset \{1,2,3\}}
- Množica {1, 2} je podmnožica sami sebi {1, 2}.

{\displaystyle \{1,2\}\subseteq \{1,2\}}
- Množica naravnih števil N = {1, 2, 3, 4, 5, 6, ...} je prava podmnožica množice racionalnih števil Q.

{\displaystyle \mathbb {N} =\{1,2,3,4,5,6,\dots \}\subset \mathbb {Q} }
- Množica P '2000 = {x : x je praštevilo > 2000} je podmnožica množice L '1000 = {x : x je liho število > 1000}

{\displaystyle P_{2000}=\{x\mid x{\text{ je praštevilo}}>2000\}\subset L_{1000}=\{x\mid x{\text{ je liho število}}>1000\}}
- Vsaka množica A je po definiciji tudi podmnožica same sebe (A), ni pa vsaka tudi sama sebi prava.

{\displaystyle A\subseteq A}
- Lastna množica A je poljubna podmnožica razen množice A same.

{\displaystyle A\subset X,A\neq X}
- Prazna množica Ø = {} je prav tako podmnožica vsake poljubne množice X. To je zaradi tega, ker za prazno množico velja nepopolna definicija podmnožice X: ker prazna množica nima elementov, nujno vsebuje nič elementov, ki niso člani množice X. Tako je prazna množica vedno prava podmnožica razen sama sebi.

{\displaystyle \emptyset \subseteq X}